# Carmen de ponderibus
Carmen de ponderibus (auch Carmen de ponderibus et mensuris = Gedicht über Gewichts- und Maßeinheiten, De ponderibus) ist ein Lehrgedicht über Gewichte, Volumen und damit zusammenhängende Berechnungen von Stoffen, das zwischen dem Ende des 3. und Anfang des 5. Jahrhunderts in lateinischen Hexametern verfasst wurde. Besonders interessant sind dabei Instrumente und Berechnungen, die in der antiken Literatur selten dargestellt wurden: ein Aräometer zur Bestimmung des spezifischen Gewichts von Flüssigkeiten und Anweisungen zur Bestimmung des Mischverhältnisses von Gold und Silber in einer Legierung.
Da das kleine Werk in mehreren Handschriften zusammen mit den Schriften des Grammatikers Priscian erscheint, wurde zunächst dieser als Autor angenommen. Dies wurde aus verschiedenen Gründen verworfen, besonders weil sich Inhalt und Stil nicht mit dem Grammatiker Priscian vertragen. So wird jetzt ein Remmius Favinus als Autor angenommen, dessen Name in mehreren Handschriften so oder ähnlich angegeben wird, über den aber weiter nichts bekannt ist.

## Inhalt und Quellen
Das Gedicht enthält die Definition einzelner Gewichte (vv. 8–55) und Hohlmaße (vv. 56–83) der Römer und Griechen, die Beschreibung eines Aräometers (vv. 91–121) sowie eine Anleitung zur Bestimmung des Mischverhältnisses in einer Gold/Silber-Legierung (vv. 124–208).

### Gewichte und Hohlmaße
Es werden eine Vielzahl römischer und einige griechische Gewichtseinheiten beschrieben. Auf obolus folgen scripulum, dragma (Drachme), sicilicus, sextula usw. in verwirrender Folge und Relationen bis zu der größten Einheit libra. Die Definitionen gehen teilweise weit in die Vergangenheit zurück auf Marcus Terentius Varro (De linqua Latina). Verstreute Angaben finden sich auch bei Plinius dem Älteren (Naturalis historia XXI, 185), Horaz und Vergil.
Ähnlich werden die Hohlmaße beschrieben vom cochlear (0,011 Liter) bis zur amphora (26,26 liter).

### Aräometer
Ein Aräometer in der Antike ist ein Instrument zur Bestimmung des spezifischen Gewichts von Flüssigkeiten. Unser Autor nennt den Begriff nicht, beschreibt aber die Funktion des Gerätes, eines dünnen, am unteren Ende beschwerten Erzzylinders, der in die zu bestimmende Flüssigkeit gesenkt wird: hoc cuiusque potes pondus spectare liquoris (damit kannst du das Gewicht einer jeden Flüssigkeit erkennen).
Ob das Gerät tatsächlich auf Archimedes zurückgeht, ist zweifelhaft, vor allem weil es von den zahlreichen antiken Naturwissenschaftlern vor dem 4. Jahrhundert nicht erwähnt wird. Es finden sich nur zwei weitere Erwähnungen in der Antike, zum einen Anfang des 5. Jahrhunderts ein Brief des Synesios von Kyrene an die Philosophin Hypatia (Jacques Paul Migne: Patrologia Graeca, LXVI, Epistula XV). Er bittet sie, die Herstellung und Übersendung eines solchen Geräts, das er beschreibt, zu veranlassen, da es ihm sehr schlecht gehe. Anscheinend wurde es bei der Herstellung von Heilmitteln verwendet. Die zweite genaue Beschreibung findet sich bei al-Chazini in der ersten Hälfte des 12. Jahrhunderts, der als Konstrukteur den griechischen Mathematiker Pappos (4. Jahrhundert) angibt.

### Gold/Silber-Legierung
Ab v. 124 beschäftigt sich der Autor mit dem Gold- und Silberanteil von Legierungen. Dabei bezieht er sich auf den alta mens Syracusi magister, den tiefsinnigen Verstand des Meisters aus Syrakus, also Archimedes. Remmius Favinus erzählt die anekdotenhafte Geschichte um die betrügerisch nicht aus reinem Gold hergestellte Krone, deren genaue Zusammensetzung Hieron II. von Syrakus wissen will, auch von Vitruv (Zehn Bücher über Architektur, IX,Vorrede,9–12) wiedergegeben. Beide Texte benutzen zur Lösung das Archimedische Prinzip, gehen aber unterschiedlich vor. Im Text des Vitruv wird verwendet, dass Materialien mit gleichem Gewicht, aber unterschiedlichem spezifischem Gewicht verschiedene Volumina einnehmen, was durch Eintauchen in Wasser und Verdrängung unterschiedlicher Wassermengen leicht nachgewiesen werden kann. Dagegen platziert Remmius Flavinus auf einer Balkenwaage gleichschwere Mengen von Gold bzw. Silber. Taucht man die Waagschalen in eine Flüssigkeit, so gerät die Waage in eine Schieflage. Durch kleine Gewichte am Waagenbalken kann man das Gleichgewicht wiederherstellen und gleichzeitig den Vorgang quantifizieren. Eine Beschreibung der Waage mit einer Abbildung findet sich bei al-Chazini, der mit großer Wahrscheinlichkeit aus griechischen Quellen schöpfte.
In den folgenden Versen vv. 165–189 bietet der Autor (nicht unbedingt mit völliger Klarheit) eine zweite Methode der Berechnung durch Konstruktion von Hilfskörpern aus reinem Silber und Gold und folgt dabei weitgehend dem griechischen Mathematiker Menelaos (1. Jahrhundert).

## Überlieferung
Isidor von Sevilla scheint das Werk gekannt und verwendet zu haben (Etymologiae, XVI,25). Es wurde in über ein Dutzend Handschriften (die älteste aus dem 8. Jahrhundert) aufgenommen, daher kann man von einem größeren Interesse ausgehen. Das Werk wurde erstmals 1470 im Rahmen der editio princeps des Priscian ediert. Friedrich Hultsch gab es 1866 in den Metrologicorum Scriptorum Reliquiae heraus und Alexander Riese nahm es 1906 in die Anthologia latina auf. 2007 erschien eine Edition mit deutscher Übersetzung und ausführlicher Kommentierung durch Klaus Geus.

## Textausgaben, Übersetzungen und Literatur
- Heinrich Bauerreiß: Zur Geschichte des spezifischen Gewichtes im Altertum und Mittelalter, Erlangen 1914
- Klaus Geus: [Remmius Favinus] Gedicht über Maß- und Gewichtseinheiten, Oberhaid 2007
- Friedrich Hultsch: Griechische und römische Metrologie, Berlin 1882
- Friedrich Hultsch: Metrologicorum Scriptorum Reliquiae, Volumen II, Leipzig 1866
- Alexander Riese: Anthologia latina sive poesis latinae supplementum, Pars prior, Fasciculus II, Leipzig 1906

## Einzelbelege
1. ↑  Friedrich Hultsch: Carmen de ponderibus. In: Paulys Realencyclopädie der classischen Altertumswissenschaft (RE). Band III,2, Stuttgart 1899, Sp. 1593 f.
2. ↑  Klaus Geus: [Remmius Favinus], S. 9f
3. ↑  Friedrich Hultsch: Metrologicorum Scriptorum Reliquiae, S. 25
4. ↑  Klaus Geus: [Remmius Favinus], S. 10
5. ↑  Friedrich Hultsch: Griechische und römische Metrologie, S. 144f Anmerkungen
6. ↑  Friedrich Hultsch: Griechische und römische Metrologie, S. 44 Anmerkungen
7. ↑  Klaus Geus: [Remmius Favinus], S. 67
8. ↑  Fritz Krafft in Lexikon der Alten Welt
9. ↑  Ferdinand Rosenberger: Die Geschichte der Physik I, 1965, Hypathia
10. ↑  Heinrich Bauerreiß: Zur Geschichte des spezifischen Gewichtes im Altertum und Mittelalter, S. 97ff
11. ↑  Klaus Geus: [Remmius Favinus], S. 58
12. ↑  Heinrich Bauerreiß: Zur Geschichte des spezifischen Gewichtes im Altertum und Mittelalter, S. 48
13. ↑  Heinrich Bauerreiß: Zur Geschichte des spezifischen Gewichtes im Altertum und Mittelalter, S. 68
14. ↑  Klaus Geus: [Remmius Favinus], Erläuterungen S. 39ff
15. ↑  Klaus Geus: [Remmius Favinus], S. 10f